# 啟航吧！編舟計畫
《啟航吧！編舟計畫》（新經典文化於2013年出版之繁體中文版譯名為《啟航吧！編舟計畫》，2022年推出之十週年紀念新版將標題重新譯為《編舟記》。簡體中文版譯名為《編舟記》）是三浦紫苑的日本小說作品，由光文社出版。故事主題為辭典的編纂過程。本作品獲得2012年第9屆書店大獎，並於2013年改編為電影《宅男的戀愛字典》；2016年改為同名電視動畫。2024年改編為電視劇。

## 故事大綱
出版社「玄武書房」在進行中型日本語詞典《大渡海》的編纂企劃時，在該社營業部門任職的馬締光也被即將退休的資深辭典編輯荒木發現了才能，並調動到辭典編輯部。馬締光也對於語言強烈的執著以及堅持不懈的天性，讓其充分展現出辭典編輯的才能。但在馬締光也加入後不久，在公司內部素有“浪費公司資金的害蟲”之稱的辭典編輯部面臨了辭典編纂企劃喊停的危機，雖然在同事西岡正志的努力下讓企劃得以延續，但西岡卻也遭到調職。十三年後，馬締光也晉升為編輯部主任，《大渡海》也終能問世。

## 登場人物
馬締光也（電影演：松田龍平；動畫聲：櫻井孝宏；電視劇演：野田洋次郎）
玄武書房辭典編輯部員，27歲，登場時為入社第3年；本作主角。馬締研究所時期專攻語言學；入社時隸屬於第一營業部，由於不擅長和他人交流因此被當成怪人；從學生時代起租住于「早雲莊」，屋內幾乎都堆滿了自己的藏書。馬締對詞彙相當敏銳、並因此被荒木相中挖角進辭典編輯部。13年後他晉升辭典編輯部主任，成為了《大渡海》編輯的負責人。
林香具矢（電影演：宮崎葵；動畫聲：坂本真綾）
馬締租屋處「早雲莊」房東竹婆的孫女。日本料理店學徒，曾為了日本料理的修行和交往對象分手。林是馬締的理解者，之後與其交往並結婚；13年後經營一間小料理店。
西岡正志（電影演：小田切讓；動畫聲：神谷浩史）
27歲，登場時入社第5年，為玄武書房辭典編輯部員。西岡性格輕佻，但社交能力高擅長交涉，與馬締是不同方面的人才。他起初對詞彙和辭典沒有太大的興趣，最後受馬締的影響漸漸變得喜歡編纂辭典，並出策讓編輯企劃得以延續，但也因此被調離至廣告宣傳部。西岡與大學時代的孽緣麗美是床伴關係，後兩人結婚。13年后依然隸屬廣告宣傳部，是個時常為4個孩子憂心的爸爸。為了《大渡海》宣傳活躍著。
荒木公平（電影演：小林薰；動畫聲：金尾哲夫）
玄武書房辭典編輯部的資深編輯者，發掘了馬締光也。入社以來都是擔任辭典編輯，擔任監修的松本給予他高度的評價。13年後荒木仍退而不休，擔任辭典編輯部的總指導。
岸邊綠（電影演：黑木華；動畫聲：日笠陽子;電視劇演：池田依來沙）
於故事後半，即13年後登場的辭典編輯部新進編輯。岸邊入社3年，原隸屬於女性時尚雜誌編輯部。起初她對自己編纂辭典的能力毫無信心，對於馬締獨特的性格感到驚訝，最後對編纂辭典萌生了熱情。
佐佐木薫（電影演：伊佐山博子；動畫聲：榊原良子）
玄武書房辭典編輯部的約聘員工（臨時合約）；一手包辦辭典編輯部事務作業的中年女性，總是默默著實地工作著。
松本朋佑（電影演：加藤剛；動畫聲：麥人）
負責監修《大渡海》的語文學者；與荒木參與多本辭典的編輯，也給予荒木相當高的評價。松本未屆退休年齡就辭去教職，是將一生奉獻給辭典的熱情家，卻在《大渡海》付梓前就與世長辭。
竹婆（電影演：渡邊美佐子；動畫聲：谷育子）
馬締租屋處「早雲莊」房東婆婆，本名林竹，是香具矢的祖母；飼養著一隻與馬締關係不錯，名為「虎爺（トラさん）」的貓。13年後已離世，「早雲莊」由孫女香具矢繼承。
宮本慎一郎（電影演：宇野祥平；動畫聲：淺沼晉太郎）
曙光製紙的營業部員，為開發《大渡海》的辭典用紙注入相當多的心血，并在此過程中與岸邊綠關係變近。
三好麗美（電影演：池脅千鶴；動畫聲：齋藤千和）
西岡的交往對象，兩人從大學時代就有著孽緣，之後與其結婚。電影版設定三好為玄武書房營業部的同事，與西岡是職場戀愛。

## 出版書籍
單行本
| 冊數 | 光文社        | 光文社                 | 新經典文化   | 新經典文化             | 新經典文化   | 新經典文化             | 99读书人（2015年版） | 99读书人（2015年版）   | 99读书人（2018年版） | 99读书人（2018年版）   |
| 冊數 | 發售日期      | ISBN                   | 發售日期     | ISBN                   | 出版日期     | ISBN                   | 出版日期             | ISBN                   | 出版日期             | ISBN                   |
| ---- | ------------- | ---------------------- | ------------ | ---------------------- | ------------ | ---------------------- | -------------------- | ---------------------- | -------------------- | ---------------------- |
| 全   | 2011年9月17日 | ISBN 978-4-334-92776-9 | 2013年7月3日 | ISBN 978-986-5824-04-4 | 2022年8月3日 | ISBN 978-626-7061-32-9 | 2015年3月            | ISBN 978-7-5321-5560-6 | 2018年6月            | ISBN 978-7-02-013675-9 |

| 冊數 | 光文社文庫    | 光文社文庫             |
| 冊數 | 發售日期      | ISBN                   |
| ---- | ------------- | ---------------------- |
| 全   | 2015年3月12日 | ISBN 978-4-334-76880-5 |

- 文庫版另收錄特典「馬締的情書」。

## 電影
《字裡人間》由石井裕也執導，2013年4月13日在日本上映。2013年8月22日在香港上映，台灣上映時間為2013年8月9日。影片代表日本角逐第86屆奧斯卡金像獎最佳外語片獎。获得日本电影学院奖最佳影片、导演和男主角等五个奖项。

### 劇情
辭典編輯荒木公平（小林薫 飾）由於太太患病，因而想辭職多點陪伴太太。總編輯松本朋佑（加藤剛 飾）要求他尋找替代人。他和助理編輯西岡正志（小田切讓 飾）結果找到在銷售部工作，擁有語言學碩士學位的馬締光也（松田龍平 飾）加入。之後松本朋佑宣佈開始製作全新的辭書《大渡海》，目的是要帶人渡過茫茫的辭海。
馬締光也在自己居住的小公寓裡遇見了他一見鍾情的對象香具矢（宮崎葵 飾）。編輯部的人知道了之後，便要求他重新撰寫「恋」字的解釋。

### 人物
- 馬締光也：松田龍平
- 林香具矢：宮崎葵
- 西岡正志：小田切讓
- 岸邊綠：黑木華
- 阿竹：渡邊美佐子
- 三好麗美：池脇千鶴
- 村越局長：鶴見辰吾
- 佐佐木薫：伊佐山博子
- 松本千惠：八千草薫
- 荒木公平：小林薰
- 松本朋佑：加藤剛
- 宮本慎一郎：宇野祥平
- 江川：森岡龍（日语：森岡龍）
- 戶川：又吉直樹
- 小林：齋藤嘉樹
- 編輯：波岡一喜（日语：波岡一喜）
- 海報女郎：麻生久美子

### 製作人員
- 導演：石井裕也
- 劇本：渡邊謙作（日语：渡邊謙作）
- 製作：土井智生、五箇公貴、池田史嗣、岩浪泰幸
- 攝影：藤澤順一（日语：藤澤順一）
- 照明：長田達也（日语：長田達也）
- 美術：原田滿生
- 錄音：加藤大和（日语：加藤大和）
- 編輯：普嶋信一（日语：普嶋信一）
- 音樂：渡邊崇（日语：渡邊崇）
- 服裝：宮本雅江
- 髮型：豐川京子
- 製作：「字裡人間」製作委員会（東京電視台、松竹、Asmik Ace、電通、光文社、朝日放送、大阪電視台、讀賣電視台、朝日新聞社、Filmmakers、Littlemore）
- 製作公司：Littlemore、Filmmakers
- 特別協助：三省堂、三省堂印刷（日语：三省堂印刷）
- 發行：松竹、Asmik Ace

### 評價
香港《頭條日報》的廖思慧說：「那種小人物大道理或不經意的笑料卻令人很溫暖，全片彌漫淡淡然的熱血味，好正。」
香港《明報》的石琪給予4星（最高5星），他說：「石井裕也拍出細緻戲味，還有風趣細節，浪漫情緣和感人精神，今日世界可能只有日本才做到。」
《香港爽報》的張居給予3個讚（最高5個），他說：「着重堅持的工作，劇情沒有波瀾起伏，講人情細故，講感情，細膩動人。」
《蘋果日報》的仰止說：「石井裕也真是神乎奇技，《字裡人間》整部電影內幾乎都沒看到甚麼拍攝上的創新之處，甚至連一些較為意象化的鏡頭也沒有，卻緊扣心弦，絕無冷場。」
《東方日報》的王貽興說：「這是一個連潮語辭典一年一本你也嫌上一本太Out的即食年代，所以編辭典，本身就已經註定是一種過時的浪漫。然而偏偏就是不合時宜，才教我們感到如此不可多得，難得地感動。」

### 票房
《字裡人間》自8月22日在香港開畫以來，獲得各界口碑，雖然只有三間戲院上映，但累積票房已超過了100萬港元大關。映期延至聖誕節。

### 奖项
- 第37回日本电影金像獎[12]
  - 最佳影片
  - 最佳导演：石井裕也[13]
  - 最佳男主角：松田龍平
  - 最佳剪辑：普嶋信一
  - 最佳录音：加藤大和
- 第87回電影旬報十佳獎
  - 最佳日本電影導演：石井裕也
  - 最佳男主角：松田龍平
- 第68回每日電影獎
  - 日本電影大獎（最佳日本影片）
  - 最佳導演：石井裕也[14]
  - 最佳男主角：松田龍平
  - 最佳美術設計：原田滿生
- 2013年藝術選獎新人獎（日语：芸術選奨新人賞）：石井裕也
- 第38屆報知電影獎
  - 最佳作品
  - 最佳男主角：松田龍平
  - 最佳女配角：池脇千鶴
- 第26屆日刊體育電影大獎
  - 最佳作品
  - 最佳男主角：松田龍平
  - 最佳新人：黑木華
- 第68屆日本放送映畫藝術大賞電影部門最佳男主角：松田龍平
- 第23屆日本電影影評人大獎
  - 最佳作品
  - 最佳男主角：松田龍平

## 電視動畫
於2016年10月在富士電視台的「noitaminA」首播的電視動畫，劇中除有與三麗鷗合作的辭典擬人角色迷你單元《告訴我！辭典tans（教えて！じしょたんず）》以外，亦與辭典出版社合作，每週有11冊現實存在的辭典輪流在片頭曲登場。

### 製作人員
- 原作：三浦紫苑（光文社文庫刊）
- 角色原案：雲田晴子
- 監督：黑柳敏正
- 系列構成：佐藤卓哉
- 辭典製作監修、副標題釋義：飯間浩明
- 角色設計：青山浩行
- 主動畫師：神谷友美、島澤範子、新田靖成
- 美術設定：
- 美術監督：平間由香
- 色彩設計：佐藤直子
- 攝影監督：本台貴宏
- 編輯：平木大輔
- 音響監督：長崎行男
- 音樂：池賴廣
- 音樂製作：FUJIPACIFIC MUSIC
- 音樂製作人：佐野弘明、舩橋宗寛
- 製作人：森彬俊、梅本總一郎
- 動畫製作人：新宅潔
- 動畫製作：ZEXCS
- 製作：玄武書房辭典編輯部（富士電視台、Aniplex、京樂產業Holdings、關西電視台、光文社、電通）

### 「辭典tans」角色
- 海：澀谷梓希
- 廣：布萊德庫特·莎拉·惠美
- 林太：大地葉
- 泉：松田颯水

### 主題曲
片頭曲「潮風」
作詞、作曲、編曲、演唱：岡崎体育
片尾曲「I&I」
作詞：Leola、渡邊亞希子，作曲：坂詰美紗子，編曲：MANABOON，演唱：Leola
插曲（第4話）
作詞：，作曲、編曲：大地葉、澁谷梓希，演唱：辭典tans

### 各話列表
| 話數     | 日文標題 | 中文標題 | 劇本       | 分鏡                | 演出       | 作畫監督                                                                    | 總作畫監督 |
| -------- | -------- | -------- | ---------- | ------------------- | ---------- | --------------------------------------------------------------------------- | ---------- |
| 第一話   |          | 汪洋     | 佐藤卓哉   | 黑柳敏正            | 黑柳敏正   | 島澤範子、高木晴美 野口孝行                                                 | 青山浩行   |
| 第二話   |          | 遭遇     | 黑柳敏正   | 長屋誠志郎          | 長屋誠志郎 | 新田靖成、島澤範子 佐古宗一郎                                               | 青山浩行   |
| 第三話   |          | 戀愛     | 冨田賴子   | 佐佐木美和          | 佐佐木美和 | 佐佐木美和                                                                  | 青山浩行   |
| 第四話   |          | 漸進     | 木戶雄一郎 | 田頭忍              | 田頭忍     | 田頭忍                                                                      | 不適用     |
| 第五話   |          | 搖盪     | 根元歲三   | 藤井辰己            | 藤井辰己   | 中谷亞沙美、八尋裕子 新田靖成                                               | 八尋裕子   |
| 第六話   |          | 共鳴     | 根元歲三   | 長屋誠志郎          | 長屋誠志郎 | 淺野直之                                                                    | 不適用     |
| 第七話   |          | 信賴     | 木戶雄一郎 | 黑柳敏正            | 光田史亮   | 松下郁子、鄉津春奈 神谷友美、中谷亞沙美                                     | 青山浩行   |
| 第八話   |          | 編纂     | 冨田賴子   | 黑柳敏正 長屋誠志郎 | 由井翠     | 山崎淳、石井丈裕 小柏奈弓、高野羽二                                         | 青山浩行   |
| 第九話   |          | 血潮     | 冨田賴子   | 平松禎史            | 佐佐木美和 | 新田靖成、島澤範子                                                          | 不適用     |
| 第十話   |          | 矜持     | 木戶雄一郎 | 長屋誠志郎          | 長屋誠志郎 | 中谷亞沙美、北川大輔 松下郁子、諸貫哲朗 島澤範子                            | 八尋裕子   |
| 第十一話 |          | 明       | 佐藤卓哉   | 黑柳敏正            | 黑柳敏正   | 鄉津春奈、新田靖成 島澤範子、高木晴美 北川大輔、松本翔吾 戶丸昌洋、佐藤靜香 | 青山浩行   |

### 播放電視台
日本深夜動畫：下文記載的日本国内播放時間使用日本標準時間（UTC+9）表示。因為部分時間标识會採用30小时制，因此請留意这类超过24:00的时间，其實際播放時間為翌日清晨。
| 播放地區   | 播放電視台 | 播放日期                 | 播放時間（UTC+9）         | 備註           |
| ---------- | ---------- | ------------------------ | ------------------------- | -------------- |
| 關東廣域圈 | 富士電視台 | 2016年10月13日－12月22日 | 星期四 24時55分－25時25分 | 製作委員會參加 |

| 發佈               | 發佈日期                 | 發佈時間             | 備註 |
| ------------------ | ------------------------ | -------------------- | ---- |
| Amazon Prime Video | 2016年10月13日－12月22日 | 星期四 27時00分 更新 |      |

| 富士電視台 noitaminA時段 | 富士電視台 noitaminA時段 | 富士電視台 noitaminA時段 |
| ------------------------ | ------------------------ | ------------------------ |
|                          | 啟航吧！編舟計畫         |                          |
| 野球少年                 | 人渣的本願               |                          |

### BD / DVD
| 卷 | 發售日        | 收錄話        | 規格編號   | 規格編號   |
| 卷 | 發售日        | 收錄話        | BD限定版   | DVD限定版  |
| -- | ------------- | ------------- | ---------- | ---------- |
| 上 | 2017年1月25日 | 第1話－第7話  | ANZX-12671 | ANZB-12671 |
| 下 | 2017年3月22日 | 第8話－第11話 | ANZX-12673 | ANZB-12673 |

## 漫畫
於2016年10月7日發售的《ITAN》34號開始連載，作畫由電視動畫角色原案雲田晴子擔任。
| 冊數 | 講談社        | 講談社                 | 東立出版社   | 東立出版社             | 99读书人 | 99读书人               | 收錄章節     |
| 冊數 | 發售日期      | ISBN                   | 發售日期     | ISBN                   | 出版日期 | ISBN                   | 收錄章節     |
| ---- | ------------- | ---------------------- | ------------ | ---------------------- | -------- | ---------------------- | ------------ |
| 上   | 2017年7月7日  | ISBN 978-4-0638-0932-9 | 2022年7月7日 | ISBN 978-957-26-8044-5 | 2024年   | ISBN 978-7-02-018728-7 | 第1話－第4話 |
| 下   | 2017年11月7日 | ISBN 978-4-06-510465-1 | 2022年7月7日 | ISBN 978-957-26-8045-2 | 2024年   | ISBN 978-7-02-018727-0 | 第5話－第7話 |

## 電視劇
改編電視劇於2024年2月18日起於NHK BS・NHK BS Premium 4K播出。由池田依來沙主演。

### 演員列表

#### 主要人物
- 岸邊綠：池田依來沙
- 馬締光也：野田洋次郎（RADWIMPS）

#### 玄武書房
- 佐佐木薫：渡邊真起子[20]
- 天童充：前田旺志郎[20]
- 松本朋佑：柴田恭兵[20]
- 荒木公平：岩松了[20]
- 西岡正志：向井理[21]
- 五十嵐十三：堤真一[22]
- 渡瀨凛子：伊藤步[22]

#### 周邊人物
- 宮本慎一郎：矢本悠馬[20]
- 馬締香具矢 / 林香具矢：美村里江[20]
- 秋野蘭太郎：勝村政信[22]
- Harugasu Mitsubasa（ハルガスミツバサ）：柄本時生[22]
- 松本千鶴子：鷲尾真知子[22]
- 中村昇平：鈴木伸之[22]
- 夏川實：肥後克廣[22]
- 夏川颯太：戶塚純貴[22]
- 小林惠美：村川繪梨[22]

#### 綠的家人
- 若葉：森口瑤子[22]
- 慎吾：二階堂智
- 萩原Satsuki（萩原さつき）：金澤美穗[22]

#### 角色不明
- 細田善彥、加治將樹、野呂佳代[22]

## 外部連結
小說
- 三浦紫苑《啟航吧！編舟計畫》特設網站（页面存档备份，存于） - 光文社（日語）
- 啟航吧！編舟計畫（三浦紫苑/著）的Facebook專頁（日語）

電影
- 電影『字裡人間』官方網站
- 香港版預告片（页面存档备份，存于）
- 《宅男的戀愛字典》台灣預告片（页面存档备份，存于）

電視動畫
- 電視動畫《啟航吧！編舟計畫》官方網站（页面存档备份，存于）（日語）
- 動畫《啟航吧！編舟計畫》官方的X（前Twitter）（日語）

電視劇
- 電視劇《啟航吧！編舟計畫》官方網站 （页面存档备份，存于）